# Laurentius Schrijnen

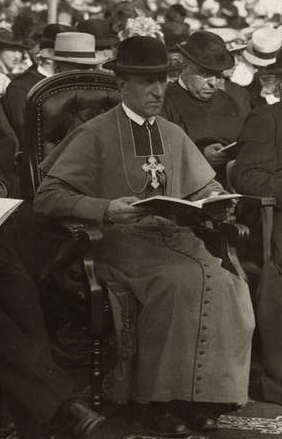
Laurentius Schrijnen (1916)

Laurentius Schrijnen (* 30. Juli 1861 in Venlo, Niederlande; † 26. März 1932 in Roermond, Niederlande) war von 1914 bis 1932 Bischof von Roermond.
Laurentius Schrijnen war nach seiner Priesterweihe am 21. März 1885 für einige Jahre in der Gemeindeseelsorge tätig, bevor er zunächst Dozent, ab 1897 dann Direktor des Bischöflichen Kollegs in Roermond wurde. Danach war er von 1909 bis 1914 Direktor des Priesterseminars in Rolduc.
Am 28. März 1914 wurde Laurentius Schrijnen von Papst Pius X. als Nachfolger von Josephus Drehmanns zum Bischof von Roermond ernannt, die Bischofsweihe erhielt er am 13. Mai 1914. Als bischöflichen Wahlspruch wählte er ein Zitat aus dem Lukasevangelium (Lk 24,29 ): Mane nobiscum Domine (dt. „Bleib bei uns, Herr“).
Bischof Laurentius Schrijnen starb am 26. März 1932 in Roermond.
| Vorgänger          | Amt                            | Nachfolger        |
| ------------------ | ------------------------------ | ----------------- |
| Josephus Drehmanns | Bischof von Roermond 1914–1932 | Gulielmus Lemmens |

| Personendaten    | Personendaten         |
| ---------------- | --------------------- |
| NAME             | Schrijnen, Laurentius |
| KURZBESCHREIBUNG | Bischof von Roermond  |
| GEBURTSDATUM     | 30. Juli 1861         |
| GEBURTSORT       | Venlo, Niederlande    |
| STERBEDATUM      | 26. März 1932         |
| STERBEORT        | Roermond, Niederlande |